# Hanseaten-Kaserne (Itzehoe)
Die Hanseaten-Kaserne (auch: Hanseaten-Gallwitz-Kaserne) war eine Garnison in Itzehoe, Kreis Steinburg, Schleswig-Holstein. Sie wurde in den 1930er Jahren als Doppelkaserne errichtet und beherbergte bis 1945 Einheiten der Wehrmacht. Von 1939 bis Anfang 1941 war hier das Oflag X A/Z für kriegsgefangene Offiziere eingerichtet. Nach dem Zweiten Weltkrieg wurden bis 1948 britische Besatzungstruppen der Rheinarmee in den Kasernenanlagen untergebracht, 1948 bis 1949 Verbände der Norwegischen Deutschland-Brigade, 1949 bis 1958 das Dänische Kommando in Deutschland sowie von 1958 bis zur Aufgabe der militärischen Nutzung 1993 hauptsächlich Artillerie-, Logistik- und Sanitätseinheiten der Bundeswehr. Die Kaserne umfasste eine Fläche von 20,12 Hektar. Auf dem Areal entstand nach dem Abbruch nahezu sämtlicher Militärgebäude ein neuer Stadtteil von Itzehoe, der Wohngebäude, gewerbliche Nutzungen, Bildungs-, Kinderbetreuungs- und Seniorenwohneinrichtungen vereint.

## Vorgeschichte, Bau und Stationierungen

### Garnison Itzehoe bis 1945
Itzehoe war bereits seit 18. Oktober 1631 Garnisonsstadt. Zunächst waren bis zum 23. Juli 1887 Kavallerieverbände hier stationiert, die jedoch in Bürgerhäusern untergebracht waren. Nach dem Deutsch-Französischen Krieg und der Reichsgründung 1871 erweiterte sich das Deutsche Heer und seine Standorte. Dabei wurde in der Regel von den jeweiligen Garnisonsstädten erwartet, dass diese den Kasernenbau übernahmen und die Liegenschaften sodann an das Reich vermieteten. Auch in Itzehoe entstand ab 1887 eine Kaserne, später als Städtische Kaserne, Alte Kaserne und ab 1902 Waldersee-Kaserne bezeichnet, im Bereich Moltkestraße–Kaiserstraße–Talstraße–Jahnstraße, in der am 25. September 1889 als erste die III./Feldartillerie-Regiment „Generalfeldmarschall Graf Waldersee“ (Schleswigsches) Nr. 9, ab 1891 die II. Abteilung untergebracht wurde. Bereits 1897 konnte in unmittelbarer Nachbarschaft im Bereich der Oelixdorfer Straße–Kaiserstraße–Jahnstraße der Bau einer weiteren Kaserne, die Neue Kaserne bzw. nach dem Ersten Weltkrieg Gudewill-Kaserne, fertiggestellt werden, in der die reitende Abteilung des Feldartillerieregiments 9 einzog.
Nach dem Ersten Weltkrieg stationierte ab 1. Januar 1921 die Reichswehr die III./2. (Preußisches) Artillerieregiment in Itzehoe. Hieraus entstand aus Abgaben 1934 ein neuer Verband unter dem Tarnnamen „Artillerie-Regiment Rendsburg“, das ab Oktober 1935 zum Artillerie-Regiment 20 der Wehrmacht umbenannt wurde. Dessen I. und III. Abteilung waren in der Stadt stationiert. Durch die Aufrüstung der Wehrmacht resultierte jedoch ein zusätzlicher Bedarf an Truppenunterkünften. Deshalb errichtete der NS-Staat in Itzehoe zwei Kasernen im Nordosten der Stadt entlang der Straße Langer Peter auf einer Kleingartenanlage: der Bau der gegenüber dem Friedhof Brunnenstraße gelegenen Truppenunterkunft startete 1935. Nach ihrer Fertigstellung bezog am 12. Oktober 1936 die I./Artillerieregiment 20 die Garnison. Unmittelbar östlich angrenzend begannen 1936 die Arbeiten an der zweiten Kaserne, die ein Jahr später abgeschlossen wurden. Am 20. Oktober 1937 wurde diese der Wehrmacht übergeben, in die nunmehr die I./Artillerie-Regiment 20 einzog, während die östliche Unterkunftsanlage dem I./Infanterie-Regiment 76, das aus Abgaben anderer Einheiten neu aufgestellt worden war, zur Verfügung gestellt wurde. 1937 erhielt die zuerst fertiggestellte Garnison den Namen „Hanseaten-Kaserne“ in Erinnerung an das einstige Hanseatische Infanterie-Regiment Nr. 76, während die andere Truppenunterkunft nach Max von Gallwitz benannt wurde. Im Zweiten Weltkrieg wurden hier Truppenteile des Ersatzheeres untergebracht:
- Infanterie-Panzerjäger-Ersatz-Kompanie 30
- Infanterie-Ersatz-Bataillon (mot.) 76
- Infanterie-Ersatz-Bataillon 377
- Grenadier-Ersatz-Bataillon 377
- Infanterie-Ersatz-Bataillon 469
- Grenadier-Ersatz-Bataillon 469
- Infanterie-Nachrichten-Ersatz-Kompanie 225
- Artillerie-Ersatz-Abteilung (mot.) 20
- schwere Artillerie-Ersatz-Abteilung (mot.) 58
- Artillerie-Ersatz-Abteilung 58
- Artillerie-Ersatz-Abteilung 225
- Artillerie-Ersatz-Abteilung 290
- Heeres-Flakartillerie-Ersatz-Abteilung 280
- Sanitäts-Staffel
- Heeresfachschule (V.W.)
- Heeresfachschule (V.)
- Marine-Auffang-Abteilung Itzehoe

### Oflag X A/Z
Der Ausbruch des Zweiten Weltkriegs mit dem Überfall auf Polen im September 1939 führte zur Gefangennahme zahlreicher Soldaten, die in Lagern interniert wurden. Hierfür entstand in Sandbostel das Offizierslager X A als erstes im Wehrkreis X mit einer Außenstelle in der Kaserne in Itzehoe, die als Oflag X A/Z bezeichnet wurde. Insbesondere polnische Offiziere, aber auch Besatzungen abgeschossener alliierter Flieger kamen hier unter. Etwa 1050 Kriegsgefangene waren hier inhaftiert. Die angeblich hervorragenden Haftbedingungen in der Kaserne wurden von der nationalsozialistischen Propaganda hervorgehoben. Tatsächlich war das Essen sehr stark rationiert, so dass es kaum zum Leben reichte. Mitte Januar 1941 wurde das Lager aufgelöst, um deutsche Soldaten unterzubringen. Die gefangenen Offiziere kamen zunächst nach Sandbostel und von dort in andere Lager.

### Nach dem Ende des Zweiten Weltkriegs
Mit der Kapitulation der deutschen Wehrmacht in Norddeutschland besetzten Truppen der britischen 7th Armoured Division am 8. Mai 1945 Itzehoe. Die Division richtete ab Juni 1945 zunächst ihr Hauptquartier in der Gallwitz-Kaserne ein, während in der Hanseaten-Kaserne noch ein Lazarett bestand. Zugleich bezog das 8th The King’s Royal Irish Hussars die Unterkünfte der Garnison. Die Hanseaten-Kaserne erhielt den Namen Borgard Barracks, benannt nach einem der Begründer des Royal Artillery Regiment, Colonel Albert Borgard. Die Gallwitz-Kaserne wurde in Richmond Barracks nach der Ortschaft Richmond  in North Yorkshire umbenannt. Im Juli 1946 fand ein Wechsel in den Kasernen statt und das 1st Heavy Regiment Royal Artillery nahm hier sein Quartier. Im Mai 1947 wurde aus ihm das 27th Heavy Regiment Royal Artillery, das zunächst noch in Itzehoe blieb. 1947 war auch die 334th Forward Observation Battery in den Kasernenanlagen in Itzehoe stationiert. Im Februar 1948 kam zur Ablösung das 7th Battalion Parachute Regiment, das im Juli 1948 in das 3rd Battalion Parachute Regiment umbenannt wurde.
Mitte Oktober 1948 verlegte das 3. Bataillon der 482. Brigade (Norwegische Deutschland-Brigade) aus dem Harz nach Itzehoe in die Kaserne, löste die britischen Truppen ab und verblieb hier bis Ende Oktober 1949.
Im November 1949 übernahm das Kommando der dänischen Truppen in Deutschland in Brigadestärke die Kasernenanlagen, die vergrößert werden mussten sowie um eine Turnhalle und ein Kino ergänzt wurden. Die Dänen verabschiedeten sich mit einem Schlussappell am 25. März 1958 von Itzehoe und übergaben die Kaserne an die Bundeswehr.

### Nutzung durch die Bundeswehr
Ende der 1950er bis Anfang der 1960er Jahre fanden umfassende Arbeiten zur Sanierung und Erweiterung der Kasernenanlagen statt.
Das am 1. Juli 1956 in der Douaumont-Kaserne in Hamburg aufgestellte Grenadierbataillon 31, das der Kampfgruppe B6 angehörte, verlegte am 25. Januar 1957 in die Estetal-Kaserne nach Buxtehude und am 18. Juli 1958 weiter in die nunmehr zur Hanseaten-Gallwitz-Kaserne vereinigten Truppenunterkunft nach Itzehoe. Hier blieb es stationiert bis zum 16. März 1959 und zog schließlich in die Freiherr-von-Fritsch-Kaserne nach Breitenburg um, wo es zum 1. April 1959 in Panzergrenadierbataillon 171 umbenannt wurde. Dort blieb es bis zu seiner Umgliederung in das Jägerbataillon 391 am 3. Juli 1970 und Verlegung auf den Truppenübungsplatz Putlos.
Zum 1. Oktober 1958 wurde in der Kaserne die Quartiermeisterkompanie 6 der 6. Division aus Personalabgaben des Quartiermeisterbataillons 3 aufgestellt. Am 1. Dezember 1958 erhielt die Einheit ihre neue Benennung als Nachschubkompanie 6. Am 1. März 1970 ging sie nach Verlegung in die Rantzau-Kaserne nach Boostedt in dem neuen Versorgungsbataillon 6 der 6. Panzergrenadierdivision auf, das am 1. Oktober 1975 zum Nachschubbataillon 6 umgegliedert wurde. Das Bataillon wurde zum 1. April 2003 zunächst in einen nichtaktiven Truppenteil umgewandelt und zum 31. März 2006 aufgelöst.
Am 1. Oktober 1958 wurde in der Anlage Belvedere in Alt-Bülk das teilaktive Sanitätsbataillon 6 der 6. Division der Bundeswehr aufgestellt und am 28. November 1958 nach Itzehoe in die Hanseaten-Kaserne verlegt. Hier blieb es bis zu seiner Verlegung in die Freiherr-von-Fritsch-Kaserne nach Breitenburg, die zwischen dem 31. März 1991 und 23. Mai 1992 schrittweise erfolgte. Das Sanitätsbataillon 6 wuchs zum 2. Januar 1997 zum Sanitätsregiment 6 auf, wurde am 1. Juni 2003 zum Lazarettregiment 11 umgegliedert und verlegte am 1. Oktober 2007 in die Stapelholmer Kaserne nach Seeth, wo es schließlich am 30. Juni 2015 aufgelöst wurde.
Das am 1. April 1958 in Schleswig aufgestellte Quartiermeistertransportbataillon 915 wurde am 1. April 1959 unter Umbenennung in Transportbataillon 630 in die Hanseaten-Kaserne nach Itzehoe verlegt. Das Bataillon bestand ab 1. April 1959 aus der Quartiermeistermaterialkompanie 614, der Nachschubkompanie 617, der mittleren Transportkompanie 634 und der gemischten Betriebsstofftransportkompanie 638. Die mittlere Transportkompanie 634 und die gemischte Betriebsstofftransportkompanie 638 verlegten 1961 nach Putlos. Am 1. August 1962 erhielt das Bataillon den neuen Namen "Nachschubbataillon 610". Zugleich wurden aus der Quartiermeistermaterialkompanie 614 die Nachschubkompanie 611 und aus der Nachschubkompanie 617 die Nachschubkompanie Material 619. Beide Kompanien verlegten zusammen mit dem Nachschubbataillon 610 am 23. September 1965 in die Stapelholmer Kaserne nach Seeth. Das gesamte Bataillon erlebte dort die Umbenennung zum Transportbataillon 610 am 1. April 1994. Zum 30. September 1996 wurde es schließlich aufgelöst.
Am 1. April 1959 schlug in der Hanseaten-Kaserne auch die Geburtsstunde der ab 1. Oktober 1975 als 3./Instandsetzungsbataillon 6 bezeichneten Einheit. Die Kompanie wurde im Juli 1981 in die Freiherr-von-Fritsch-Kaserne nach Breitenburg-Nordoe verlegt und erfuhr am 30. September 2005 ihre Auflösung.
Die am 1. November 1957 in der Immelmann-Kaserne in Celle aufgestellte Heeresfliegerstaffel 814 wurde am 16. März 1959 in Heeresfliegerstaffel 6 umbenannt, der 6. Panzergrenadierdivision unterstellt und ein Vorauskommando Mitte April 1959 nach Itzehoe entsandt. Die Staffel sollte auf dem Heeresflugplatz Itzehoe "Hungriger Wolf" bei Hohenlockstedt eine neue Heimat finden, doch befand sich dort nur ein kleines Barackenlager. Deshalb musste die Staffel zunächst in der Hanseaten-Kaserne in einem Block untergebracht werden. Am 4. Mai 1959 verlegte der Verband von Celle nach Itzehoe. Nach der Umgliederung in das Heeresfliegerbataillon 6 mit einer Stabs- und Versorgungsstaffel, einer Heeresfliegerbeobachtungs- und Verbindungsstaffel sowie einer Heeresfliegertransportstaffel zum 1. November 1962 bezog der Verband ab 11. November 1962 die zunächst als Steuben-Kaserne bezeichnete neue Anlage am Hungrigen Wolf, die später in Waldersee-Kaserne umbenannt wurde.
Das Artilleriebataillon 62 mit Stab und 1. Batterie erlebte ab 15. Januar 1960 in der Hanseaten-Kaserne in Itzehoe seine Aufstellung, wobei die Einquartierung der bereits zuvor gebildeten 2. Batterie in der Freiherr-von-Fritsch-Kaserne in Breitenburg und der am 17. November 1960 entstandenen 5. Batterie in der Rantzau-Kaserne in Boostedt erfolgte, da die Liliencron-Kaserne in Kellinghusen, in der das Bataillon schließlich unterkommen sollte, noch nicht fertiggestellt war. Die Umbenennung des Verbandes in Raketenartilleriebataillon 62 fand am 9. Oktober 1962 statt. Am 25. März 1964 begann der Umzug nach Kellinghusen, der am 24. Oktober 1964 seinen feierlichen Abschluss fand. Am 31. Dezember 1996 wurde die Einheit außer Dienst gestellt.
Das teilaktive Sanitätsbataillon 610 wurde in der Hanseaten-Kaserne am 16. Oktober 1963 aus der zuvor dort stationierten Krankenkraftwagen-Kompanie 614 und der Sanitätskompanie 612 als Verband der Territorialverteidigung aufgestellt. Seine Aufgaben waren die Erstversorgung, der Krankentransport zu ortsgebundenen medizinischen Einrichtungen sowie die Versorgung mit Arzneimitteln und Verbandsmaterial. Es bestand bis zur ersten Hälfte der 1990er Jahre.
1977 wurde in einem Truppenversuch aus der 6./Sanitätsbataillon 6 die Krankenkraftwagenkompanie Schleswig-Holstein Süd gebildet.
Das am 1. Oktober 1970 in der Liliencron-Kaserne in Kellinghusen aufgestellte Beobachtungsbataillon 6 wurde am 1. Oktober 1972 zunächst in die Freiherr-vom-Fritsch-Kaserne nach Breitenburg-Nordoe, verlegt, wo es am 1. Oktober 1979 in Beobachtungsbataillon 63 umbenannt wurde. Von hier aus zog es mit Ausnahme der 4. Kompanie zwischen April und November 1981 in die Hanseaten-Kaserne um. Mit dem Ende des Kalten Krieges kam auch das Aus für diesen Verband. Während Teile zur Aufstellung der 2./Feld- und Beobachtungsbataillon 61 in der Dithmarsen-Kaserne in Albersdorf herangezogen wurden, löste sich der Rest des Bataillons zum 1. Oktober 1993 auf.
Vom 1. Juli 1983 bis zur vollständigen Aufgabe der Hanseaten-Kaserne war der Sanitätsmaterialnachschubzug 6103 als Geräteeinheit im Mobilmachungsstützpunkt eingelagert.
Am 1. Januar 1986 wurde die Fahrschulgruppe Itzehoe in der Hanseaten-Kaserne gebildet. Sie verblieb trotz der 1991/92 nach Breitenburg erfolgten Verlegung des Sanitätsbataillons 6 in der Kaserne, wurde aber schließlich aufgelöst.
Das am 1. Oktober 1982 in der Freiherr-vom-Fritsch-Kaserne in Breitenburg als Geräteeinheit aufgestellte Lazarett 6142 wurde ab 1986 im Mobilmachungsstützpunkt der Hanseaten-Kaserne eingelagert.
Ebenfalls als Geräteeinheit befand sich in der Kaserne das Feldersatzbataillon 62.
Zur medizinischen Versorgung war in der Hanseaten-Kaserne der Sanitätsbereich 11/8 mit Material ausgestattet und vom 1. Oktober 1982 bis zum 31. März 1998 das Sanitätszentrum 105 eingerichtet. Die Zahnstation H018/3 wurde am 1. Oktober 1966 gebildet, am 1. Oktober 1972 zur Zahnstation (Terr) H 113 umgegliedert und am 1. April 1981 zur Zahnarztgruppe 105/1, die bis zum 31. Dezember 1998 hier bestand. Es war das Feste Fernmeldezentrum der Bundeswehr 117/401 vom 1. Oktober 1988 bis zum 31. Dezember 1994 eingerichtet. Die Fernmeldedienstgruppe 117/40 war vom 1. April 1981 bis zum 30. September 1994 hier eingesetzt. Vom 1. November 1968 bis zum 30. November 1994 war der Fernmelderevisionsdiensttrupp 117/401 in der Kaserne stationiert. Außerdem befand sich in der Kaserne der Wallmeistertrupp 112/5. Der Fernmelderevisionsinstandhaltungstrupp 117/401 bestand vom 1. Juni 1980 bis zum 30. November 1994. Ab 1. Mai 1955 war der Dienstposten des Katholischen Standortpfarrers Itzehoe/Breitenburg bis zum 31. August 2007 eingerichtet. Auch der Evangelische Standortpfarrer war hier bis 2004 untergebracht.
Am Standort Itzehoe nutzte ab 26. August 1956 das Kreiswehrersatzamt zunächst Teile der "Gudewill-Kaserne" in der Oelixdorfer Straße 2 und einen Neubau auf dem Gelände der "Alten Kaserne" in der Kaiserstraße 14 a. Später war es in dem Kasernenareal Langer Peter bis zum 31. Januar 2004 beheimatet. Hier befand sich auch ab 1956 die Standortverwaltung bzw. ab 1. Januar 2007 das Bundeswehrdienstleistungszentrum Itzehoe bis zum 30. Juni 2015.

### Aufgabe der Nutzung
Die mit dem Fall der Berliner Mauer und der Deutschen Wiedervereinigung einhergehende Reduzierung der Bundeswehr führte auch zur Schließung der Hanseaten-Kaserne in Itzehoe. Diese vollzog sich in mehreren Schritten. Eine erste Teilabgabe erfolgte im April 1992 und ein zweiter Abschnitt wurde im November 1993 aufgegeben. Am 28. März 1995 wurde für privaten Wohnungsbau eine Teilfläche für 6,2 Millionen DM veräußert. Einen weiteren Grundstücksteil verkaufte der Bund für die Einrichtung einer Schule und sonstige öffentliche Zwecke für 3 Millionen DM. Ein Gebäude war 1995 zur Unterbringung von Asylbewerbern vermietet. Ein weiterer Teil der Kaserne blieb zunächst noch beim Bund und wurde für kleinere Dienststellen bis 2015 weitergenutzt.

## Konversion zum Stadtteil Klosterforst

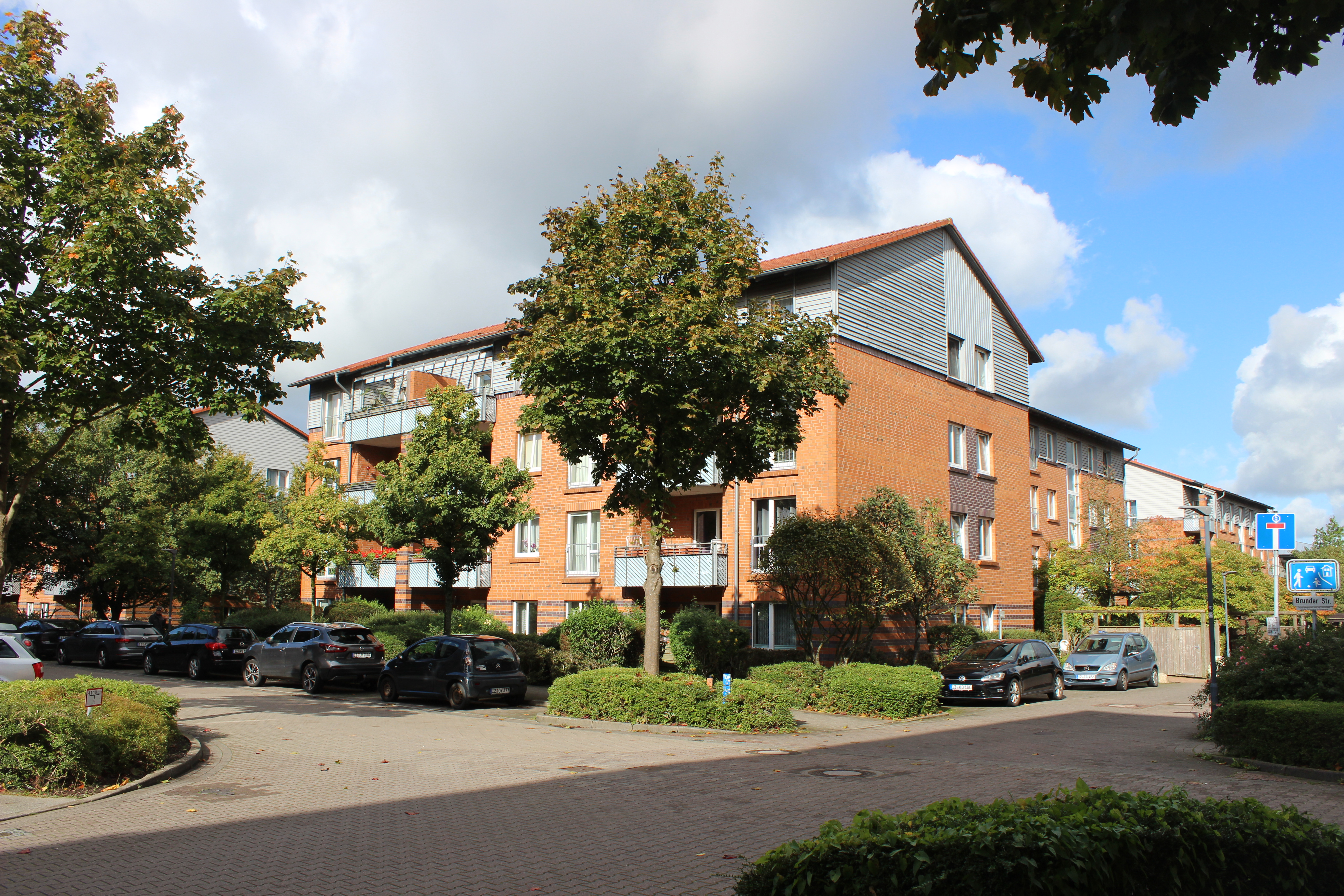
Im Rahmen der Konversion der Hanseaten-Kaserne Itzehoe neu errichtete Wohnhäuser

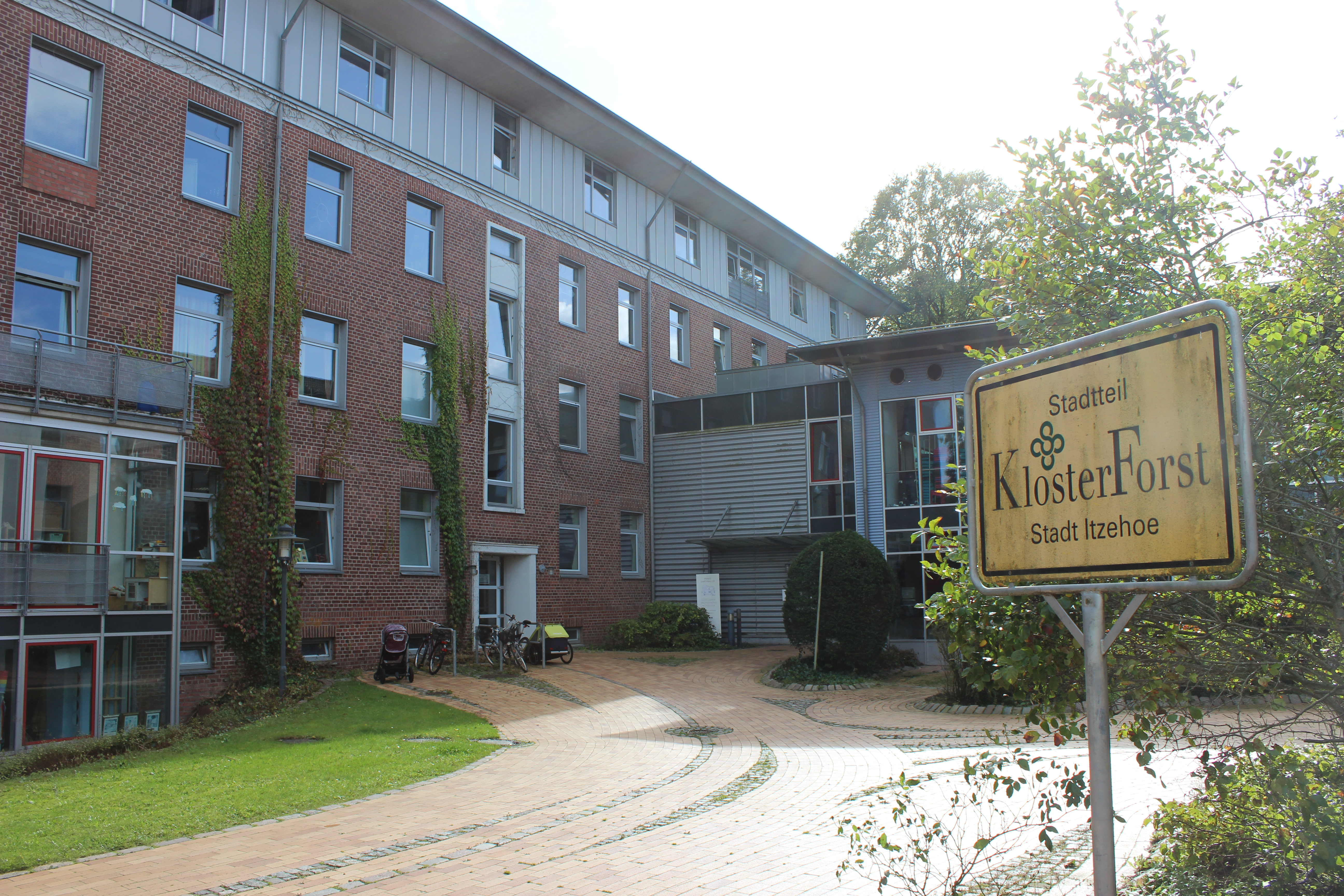
Umgebautes Kasernengebäude im Zuge der Konversion der Hanseaten-Kaserne Itzehoe zum Stadtteil Klosterforst

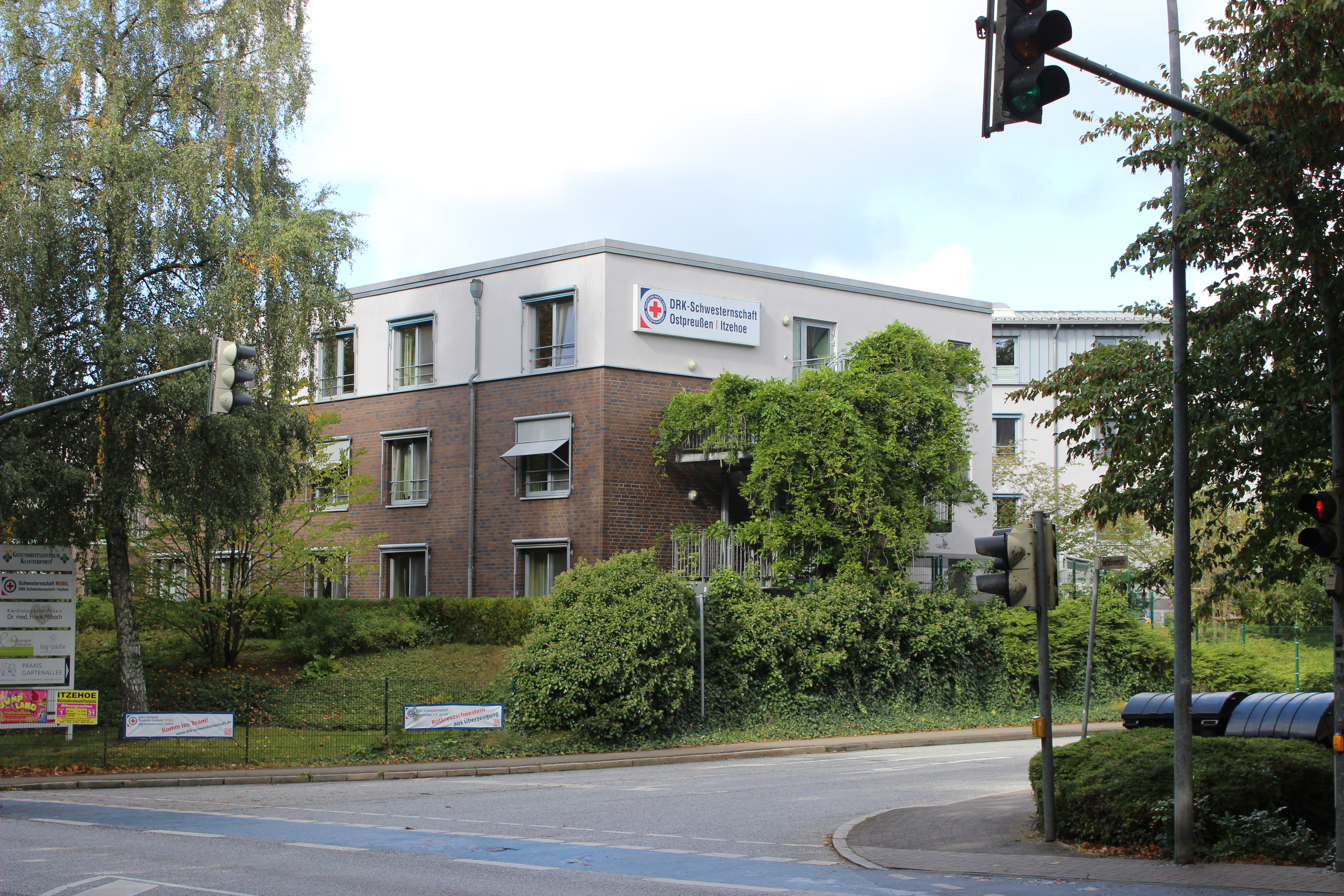
Neu errichtetes Sozialgebäude des Deutschen Roten Kreuzes auf Gelände der ehemaligen Hanseaten-Kaserne Itzehoe

Bereits am 6. Dezember 1991 fasste die Stadt Itzehoe den Aufstellungsbeschluss für den Bebauungsplan Nr. 93 für Teilbereiche der Hanseaten-Kaserne. Doch erst mit dem Verkauf der Flächen durch den Bund sowie durch den Abschluss eines Grundlagenvertrages zwischen der Stadt Itzehoe und dem Investor 1995 wurde das Vorhaben angestoßen. Vorgesehen war die Schaffung von 580 Wohneinheiten und 11.000 Quadratmeter Büro- und Gewerbefläche durch Investitionen im Umfang von einer Viertelmilliarde DM.
Im Herbst 1995 begannen die Abbrucharbeiten in der Kaserne und die Entsiegelung von Flächen. Zugleich startete der Bau des ersten Abschnitts. Am 1. Dezember 1995 verabschiedete der Stadtrat den Bebauungsplan Nr. 93 für den Wohnpark, wobei kurz nach seinem Inkrafttreten die 1. Änderung erstellt und am 9. Mai 1996 vom Rat beschlossen werden musste. Die bis zu viergeschossigen neuen Gebäude wurden als Niedrigenergiehäuser mit Regenwasser- und Solarenergienutzung, mit Anschluss an ein zentrales Heizkraftwerk und an ein Glasfasernetz sowie teilweise unter Nutzung des Abbruchmaterials der Kaserne errichtet. Der erste Teil der vorgesehenen Maßnahmen umfasste den Neubau von 270 Wohneinheiten sowie eines Büro- und Dienstleistungsgebäudes für eine Krankenkasse, eines Hotels, zwei Gebäudekomplexen zur Unterbringung eines Kindergartens, eines Gesundheitszentrums, eines Callcenters, von Einzelhandelsbetrieben und weiterer gewerblicher Nutzungen entlang der Straße Langer Peter. 1996 machte das Projekt Schlagzeilen, weil der Investor für mehrere Jahre die Kosten der Stelle eines evangelischen Pfarrers übernahm, um im Stadtviertel die seelsorgerische Betreuung zu gewährleisten.
1998 konnte der erste Bauabschnitt übergeben werden und die zweite Phase wurde in Angriff genommen. Hierzu zählten die Errichtung eines Seniorenzentrums mit betreutem Wohnen sowie weiteren Wohngebäuden. 1999 wurden zwei Unterkunftsgebäude für Bildungseinrichtungen zu Büros, Seminarräumen und Internatswohnungen umgebaut. Im April 2004 waren insgesamt 360 Wohneinheiten fertiggestellt. Für die noch verbleibende Zahl möglicher Neubauwohnungen von 130 wurde im Rahmen eines Stadtentwicklungskonzeptes empfohlen, niedriggeschossige Eigentumsbebauung vorzunehmen. Die am 12. Januar 1999 beschlossene Aufstellung einer zweiten Änderungssatzung zum Bebauungsplan Nr. 93 wurde am 23. Juni 2005 durch die Ratsversammlung verabschiedet. 2005 erfolgte die Grundsteinlegung zum Alters- und Pflegeheim, das im September 2006 übergeben werden konnte. Mit der im selben Jahr erreichten Fertigstellung von weiteren Wohngebäuden fand die Konversion der Kaserne zunächst ihren vorläufigen Abschluss.
Für eine weitere freigegebene Fläche zwischen dem Hotel und den Bildungseinrichtungen wurde durch die Stadt mit Beschluss vom 23. Mai 2006 noch der Bebauungsplan Nr. 140 aufgestellt, der im Wesentlichen die Errichtung großflächiger Einzelhandelsmärkte zum Gegenstand hatte und am 6. November 2014 von der Ratsversammlung erlassen wurde. Die Umsetzung erfolgte ab der zweiten Jahreshälfte 2015, so dass im November 2016 der Bau bezugsfertig war.